# 灼熱の太陽の下に
『灼熱の太陽の下に』は、貸本漫画家時代のつげ義春が若木書房の『Meiro別冊』に発表した短編。1960年4月の作品で全43ページ。1967年に大幅な加筆修正を加え、タイトルも『蟻地獄』と改題して少年画報社の『別冊少年キング』に掲載した。

## あらすじ

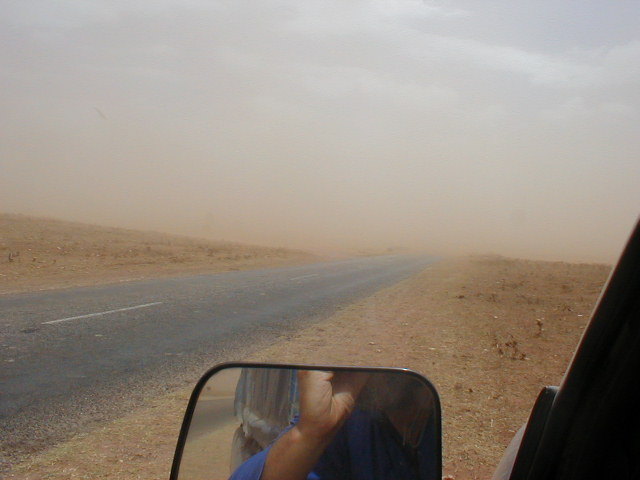
5人の男を乗せたジープはピラミッド観光の最中に砂嵐に遭う。

ピラミッド観光に向った5人の男を乗せたジープが砂嵐に遭い、砂漠の真ん中に出来た巨大な穴に転落遭難する。ドライバーはジープの下敷きになって死に、残された4人の男たちは極限状態に陥る。ヘリコプターが救助に来るが、定員4名のところを男たちが我先に争って殺到したために、ヘリコプターは墜落。パイロットも死亡して、男たちはまたもや穴の中に逆戻りするのだった。

## 作品の性格
- この作品の前に描かれた『老人の背中』はパリが舞台であり、本作はエジプトと、つげ義春の異郷趣味が前面に押し出された作品である。しかし、『老人の背中』ではモジリアニ（アメデオ・モディリアーニ）作の刺青を老人の背中から剥がすことが暗示される猟奇趣味が漂い、本作では蟻地獄のようにそこから一生這い上がることの出来ない穴の中で男たちが絶望的な生存の戦いを繰り広げるという、いずれもダークでペシミスティックな作品になっていて、異郷を描くことの高揚感は微塵もない。

- 砂漠の中で男たちが迷い、しかも永久に助からないことを暗示するバッド・エンディングは、アンドレ・カイヤット監督の映画『眼には眼を』の影響を感じさせる。復讐する者も復讐される者も最後には破滅するこの映画を観てつげは衝撃を受けたらしく、『なぜ殺らなかった』（61）や『右舷の窓』（65）などでたびたびこのタッチは反復され、そのものズバリの『目には目を』（65）には、いじめに遭った主人公がこの映画をテレビで見る場面まで登場している。つげは他にも『四人の素人』（60）や『見知らぬ人々』（64）などヨーロッパ映画から影響を受けたと思われる漫画を描いている。

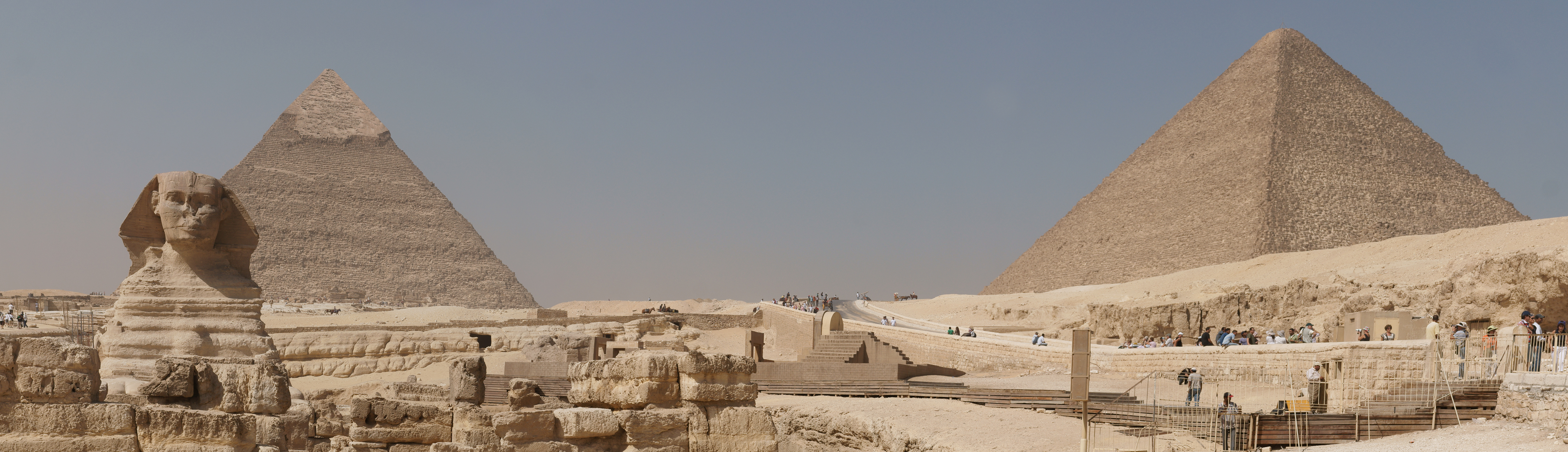
作品の舞台はエジプトのピラミッドのある砂漠地帯

## 『蟻地獄』
1967年に大幅な加筆修正を加え、タイトルも『蟻地獄』と改題して少年画報社の『別冊少年キング』に掲載した。つげの熱心なファンで、当時ガロの編集長を務めていた高野慎三は、『沼』や『チーコ』を絶賛して、新作を描いてくれるよう依頼していたにもかかわらず、つげは『少年キング』に発表してしまう。これは、『ガロ』の原稿料が800円だったのに対し、『少年キング』は3000円であったためで、高野は悔しい思いをする。